# Nicolas Cage
Nicolas Kim Coppola, ismertebb nevén Nicolas Cage (Long Beach, 1964. január 7. –) Oscar- és Golden Globe-díjas amerikai színész, filmproducer.
Jellemző magyar szinkronhangja Józsa Imre volt.

## Élete
Apja, August Coppola (1934–2009) egyetemi tanár és anyja, Joy Vogelsang, táncosnő és koreográfus 1976-ban váltak el. Édesanyja emiatt sokáig krónikus depresszióban szenvedett. Nicolas igen színes családfával rendelkezik. Anyja német, apja pedig apai ágon olasz felmenőkkel bír; August nagyszülei Carmine Coppola és Italia Pennino színésznő. Nicolas Cage édesapján keresztül a híres rendező, Francis Ford Coppola (1939–) és Talia Shire (1946–) színésznő unokaöccse. Két fivére van, Christopher Coppola rendező és Marc "The Cope" Coppola rádiós műsorvezető. Nicolas római katolikus családba született, amely hithez a mai napig hű maradt.
Cage-et, aki a Beverly Hills High School növendéke volt (ide járt többek közt Albert Brooks, Angelina Jolie, Lenny Kravitz, Slash, Rob Reiner, Bonnie Franklin és David Schwimmer is), már fiatal korában vonzotta a mozi világa. Első filmes élménye egy iskolai produkcióhoz, a Golden Boy című kisfilmhez kötődik.
Jó barátságot ápol Johnny Depp-pel, akivel az 1980-as évek végén ismerkedtek össze. Nicolas ajánlotta be az akkor még fiatal, pályakezdő színészt a Rémálom az Elm utcában című horrorfilmbe.

## Színészi pályafutása
1994-ben Cage már elismert színésznek számított. Filmenkénti gázsija négymillió dollár körül mozgott, megengedhette tehát, hogy szerepválasztását ne a felajánlott összeg, hanem a forgatókönyv minősége befolyásolja. Mike Figgis ez idő tájt keresett főszereplőt a Las Vegas, végállomás című, kis költségvetésű filmjéhez. A szerep nehéz és lehangoló (egy kiégett férfi halálra issza magát egy prostituált társaságában), a gázsi pedig kicsi volt (tizede a színész átlagos óradíjának), Cage mégis elfogadta Figgis ajánlatát. A színészi befektetés jócskán megtérült, Cage ugyanis elnyerte a legjobb férfi főszereplőnek járó Oscar-díjat, s ezzel nemcsak renoméja, de piacképessége is sokszorosára emelkedett. Következő filmje kasszasiker lett, s egyben az akciófilmek világába tett egyre hosszabbra nyúló kirándulás kezdete. A szikla (1996) Cage és Jerry Bruckheimer producer első közös vállalkozása, melyet még két másik, a Con Air – A fegyencjárat (1997) és a Tolvajtempó (2000) követett.
Az utolsó dobás feszült thriller Brian De Palma rendezésében, az Angyalok városa lírai szerelmi történet Meg Ryannal, a 8 milliméter a pornóipar világába lemerülő magánnyomozó drámai története – Cage filmszerepei továbbra is változatosak. 
1999-ben Martin Scorsese Holtak útja című filmjében játszotta azt a szerepet, melyet húsz évvel korábban Robert De Niro kapott. A film egyben arra is lehetőséget adott, hogy Cage és akkori felesége Patricia Arquette együtt játszhasson.
Az új évezredet a Tolvajtempó című akciófilmmel nyitotta, Angelina Jolie oldalán. Aztán jött Téa Leoni partnereként a Segítség, apa lettem! című romantikus vígjáték. 2001-ben a Corelli kapitány mandolinja című háborús drámában játazott Penélope Cruz és John Hurt mellett. 2002-ben a Sonny című filmmel rendezőként is bemutatkozott, majd ugyanebben az évben A fegyverek szava révén ismét egy háborús drámában láthattuk Christian Slater mellett. A szintén 2002-es Adaptáció című filmjéért Cage Oscar-, Golden Globe- és BAFTA-jelölést is kapott. 2003-ban a Trükkös fiúk című vígjáték-drámában láthatták a nézők, majd 2004-ben ezt követte A nemzet aranya.
2005-ben Az időjós című filmben Michael Caine-nel együtt színészkedett. Ugyanebből az évből való a Fegyvernepper című filmje. 2006-ban a World Trade Center című filmmel állított emléket 2001. szeptember 11. áldozatainak. 2007-ben A szellemlovas című fantasyfilmben egy képregényhőst formált meg Eva Mendes és Peter Fonda oldalán. 2007-ben jött a Next – A holnap a múlté, Julianne Moore-ral és Jessica Biellel, a Grindhouse – Halálbiztos és a Grindhouse – Terrorbolygó című dupla film, 2007 legvégén pedig A nemzet aranya: Titkok könyve.
2008 végén és 2009 elején két és fél hónapot töltött Magyarországon a Boszorkányvadászat (2011) című film forgatása kapcsán. Budapesten a Szépművészeti Múzeumban és a Karácsonyi Vásáron is látogatást tett.[forrás?] 2010-ben a Varázslótanonc című Disney filmben szerepelt.

## Anyagi és minőségi hanyatlás
A 2000-es évek elejétől kezdve Cage egyre több gyengébb színvonalú filmben játszott. Ilyenek voltak például A szellemlovas (2007) és folytatása, A szellemlovas 2. – A bosszú ereje (2012), a Veszélyes Bangkok (2008), a Féktelen harag (2011), a Boszorkányvadászat (2011), Elárulva (2012), Az otthagyottak (2014), Két testvér, egy lövés (2017), vagy a Ne nézz a tükörbe! (2018) – ezek kritikai és legtöbbször anyagi szempontból is megbuktak. Cage-nek több milliós adóhátraléka keletkezett, miután több ingatlana és egyéb értékes tárgyai után nem fizette be rendesen az adót, emiatt később számos ingatlanát és értékes tárgyát árverésre kellett bocsátani. Csak a Bel Air-i otthonán hat jelzálog volt bejegyezve 18 millió dollár értékben, így azt is elárverezték, amit így is csak jócskán áron alul sikerült. Cage az anyagi ügyei rendezése érdekében a képregénygyűjteménye legértékesebb darabját is kénytelen volt elárvereztetni: az 1997-ben 110 000 dollárért vásárolt füzetet több mint 2 millió dollárért ütötték le.

## Válogatott filmográfia
- 1982: Változó világ
- 1983: Lány a völgyből
- 1983: Rablóhal
- 1984: Versenyfutás a Holddal
- 1984: Gengszterek klubja
- 1984: Madárka
- 1986: Előre a múltba
- 1987: Arizonai ördögfióka
- 1987: Holdkórosok
- 1988: A vámpír csókja
- 1990: Veszett a világ
- 1990: Tűzmadár akció
- 1991: Zandalee
- 1992: Első állomás: Las Vegas
- 1993: Amos és Andrew bilincsben
- 1993: Red Rock West
- 1993: Gyilkos kábulat
- 1994: Az öreg hölgy és a testőr
- 1994: Sorsjegyesek
- 1994: A paradicsom foglyai
- 1995: Megérint a halál
- 1995: Las Vegas, végállomás
- 1996: A szikla
- 1997: Con Air – A fegyencjárat
- 1997: Ál/Arc
- 1998: Angyalok városa
- 1998: Az utolsó dobás
- 1999: 8 milliméter
- 1999: A holtak útja
- 2000: Tolvajtempó
- 2000: Segítség, apa lettem!
- 2001: Corelli kapitány mandolinja
- 2001: Karácsonyi ének
- 2002: A fegyverek szava
- 2002: Sonny
- 2002: Adaptáció
- 2003: Trükkös fiúk
- 2004: A nemzet aranya
- 2005: Fegyvernepper
- 2005: Az időjós
- 2006: Hangya boy
- 2006: World Trade Center
- 2006: Rejtélyek szigete
- 2007: A szellemlovas
- 2007: Grindhouse – Halálbiztos
- 2007: Next – A holnap a múlté
- 2007: A nemzet aranya: Titkok könyve
- 2008: Veszélyes Bangkok
- 2009: Képlet
- 2009: G-Force – Rágcsávók
- 2009: Mocskos zsaru – New Orleans utcáin
- 2009: Astro Boy
- 2010: HA/VER
- 2010: A varázslótanonc
- 2011: Boszorkányvadászat
- 2011: Féktelen harag
- 2011: A bosszú jogán
- 2011: Túszjátszma
- 2011: A szellemlovas – A bosszú ereje
- 2012: Elárulva
- 2013: Croodék
- 2013: Dermesztő rémület
- 2013: Joe
- 2014: Könyörtelen düh
- 2014: A becsület lovagjai
- 2014: Az otthagyottak
- 2014: A fény halála
- 2015: A louisianai befutó
- 2015: A sötétség kapui
- 2016: Bizalom
- 2016: Züllöttség
- 2016: Snowden
- 2016: A bátrak háborúja
- 2016: Egyszemélyes hadsereg
- 2017: Két testvér, egy lövés
- 2017: Bosszú szeretetből
- 2017: Végzetes vágyakozás
- 2017: Szörnyszülők
- 2018: Mandy – A bosszú kultusza
- 2018: Ne nézz a tükörbe!
- 2018: Az emberiség minisztérium
- 2018: Tini titánok, harcra fel! – A moziban
- 2018: Pókember: Irány a Pókverzum!
- 2019: Szín az űrből
- 2019: Versenyfutás az ördöggel
- 2019: Elszabadult fenevadak
- 2020: Croodék: Egy új kor
- 2021: Willy mesevilága
- 2021: Disznó
- 2022: A gigantikus tehetség elviselhetetlen súlya
- 2023: Renfield
- 2023: Álmaid hőse
- 2023: Öreg gyilkos, nem vén gyilkos

## Díjak és jelölések

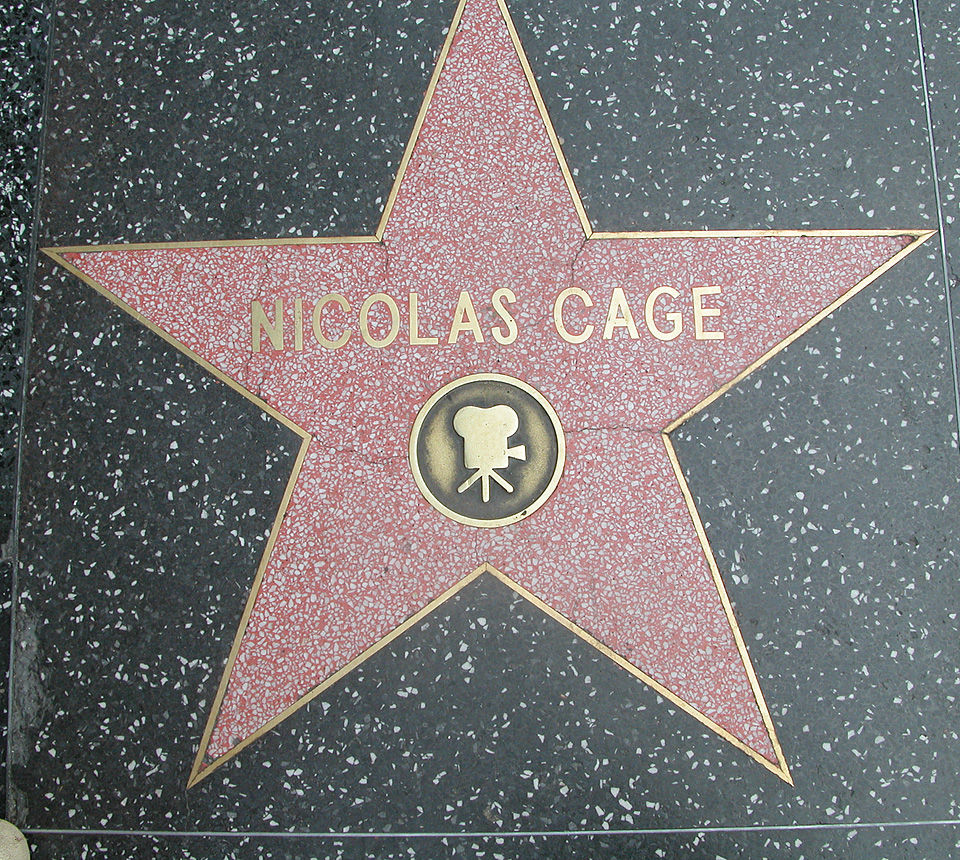
Csillaga a Hollywood Walk of Fame-en

- 2024 – Golden Globe-díj jelölés – a legjobb vígjáték vagy musical színész – Álmaid hőse
- 2022 – Arany Málna díj jelölés megváltódíj – Disznó
- 2017 – Arany Málna díj jelölés legrosszabb mellékszereplő színész – Snowden
- 2015 – Arany Málna díj jelölés legrosszabb színész – Az otthagyottak
- 2013 – Arany Málna díj jelölés legrosszabb színész – A Szellemlovas – A bosszú ereje, A bosszú jogán
- 2012 – Arany Málna díj jelölés legrosszabb színész – Féktelen harag, Boszorkányvadászat, Túszjátszma
- 2012 – Arany Málna díj jelölés – a legrosszabb páros – Féktelen harag, Boszorkányvadászat, Túszjátszma
- 2008 – Arany Málna díj jelölés – a legrosszabb színész – A szellemlovas, A nemzet aranya: Titkok könyve, Next – A holnap a múlté
- 2007 – Arany Málna díj jelölés – a legrosszabb színész – Rejtélyek szigete
- 2007 – Arany Málna díj jelölés – a legrosszabb páros – Rejtélyek szigete
- 2003 – Oscar-díj jelölés – a legjobb színész – Adaptáció
- 2003 – Golden Globe-díj jelölés – a legjobb vígjáték vagy musical színész – Adaptáció
- 2003 – BAFTA-díj jelölés – a legjobb férfi főszereplő – Adaptáció
- 1993 – Golden Globe-díj jelölés – a legjobb vígjáték vagy musical színész – Első állomás, Las Vegas
- 1996 – Oscar-díj – a legjobb színész – Las Vegas, végállomás
- 1996 – Golden Globe-díj – a legjobb drámai színész – Las Vegas, végállomás
- 1988 – Golden Globe-díj jelölés – a legjobb vígjáték vagy musical színész – Holdkórosok

## Fordítás
- Ez a szócikk részben vagy egészben  a   Nicolas Cage című angol Wikipédia-szócikk fordításán alapul.  Az eredeti cikk szerkesztőit annak laptörténete sorolja fel. Ez a jelzés csupán a megfogalmazás eredetét és a szerzői jogokat jelzi, nem szolgál a cikkben szereplő információk forrásmegjelöléseként.